# Cchiù forte 'e me/Uocchie 'e mare
Cchiù forte 'e me/Uocchie 'e mare, pubblicato nel 1968, è un singolo del cantante italiano Mario Merola.

## Storia
Il disco, che contiene due cover di brani è un 45 giri inciso da Mario Merola.

## Tracce
Lato A
- Cchiù forte 'e me (Martucci - Colosimo - Landi)

Lato B
- Uocchie 'e mare (Palumbo - Avitabile - Esposito)

## Incisioni
Il singolo fu inciso su 45 giri, con marchio Zeus (BE 225).